# Canário
Darcy Silveira dos Santos (né le 24 mai 1934), plus connu sous le nom de Canário, est un footballeur brésilien qui jouait au poste d'attaquant.
En neuf saisons, il amasse un total de 175 matchs et 45 buts en Liga, représentant notamment le Real Madrid et Saragosse. Il remporte en tout huit titres majeurs avec ces deux équipes.

## Biographie

### En club
Natif de Rio de Janeiro, Canário joue tout d'abord pour l'Olaria Atlético Clube et l'America Football Club, clubs de son pays natal.
En 1959, il déménage en Espagne, où il y restera jusqu'à sa retraite, commençant sa carrière espagnole au Real Madrid. Il devient ainsi, après Fernando Giudicelli, un des tout premiers joueurs brésilien à jouer dans un grand club européen. Arrivé au club de la capitale dans la même période que la star du football brésilien Didi, il rencontrera plus de succès à Madrid, parvenant à s'y installer sur plusieurs saisons.
Il participe notamment avec le Real à cinq matchs en Coupe d'Europe des champions, marquant un but face au grand rival du FC Barcelone. Il prend part à l'édition 1959-1960 couronnée par une victoire du Real,. Quelques mois plus tard, il joue la Coupe intercontinentale, disputée face au club uruguayen de Peñarol, qui sera remportée par le Real.
Après avoir passé la saison 1962-1963 avec le FC Séville, Canário passe au Real Zaragoza, où il évoluera sur l'aile droite d'une ligne d'attaque surnommée Los Magníficos (Les Magnifiques), comprenant également Carlos Lapetra, Marcelino, Eleuterio Santos et Juan Manuel Villa.
C'est avec ce club qu'il réalise ses meilleures performances à titre individuel, avec notamment 12 buts inscrits en Liga lors de la saison 1964-1965 et 11 buts la saison suivante. Le 28 février 1965, il se met en évidence en étant l'auteur d'un triplé lors de la réception du club d'Elche (large victoire 5-1).
Il atteint quatre finales de Copa del Rey avec les aragonais, remportant le tournoi à deux reprises.
Il atteint également à deux reprises la finale de la Coupe des villes de foires. En 1964, Saragosse s'impose face à Valence. Deux ans plus tard, en 1966, il s'incline face au FC Barcelone, en inscrivant un but lors de la finale aller, mais en recevant un carton rouge lors de la finale retour.
Canário prend sa retraite à la fin de la saison 1968-1969 à l'âge de 33 ans, après avoir aidé le RCD Mallorca à remporter la Segunda División.

### En sélection
Canário glane en tout sept sélections avec le Brésil, toutes en 1956.
Il joue son premier match en équipe nationale le 12 juin 1956, contre le Paraguay. Il reçoit sa dernière sélection le 8 août 1956, contre la Tchécoslovaquie. Il inscrit deux buts en équipe nationale, contre l'Uruguay et l'Italie.
Barré par Garrincha, il n'a jamais eu l'occasion de participer à un tournoi international majeur.

## Palmarès

### Club
| Real Madrid \| - Championnat d'Espagne (1) : - Champion : 1960-61 et 1961-62. - Coupe d'Espagne (1) : - Vainqueur : 1961-62. \| \| - Coupe d'Europe des clubs champions (1) : - Vainqueur : 1959-60. - Coupe intercontinentale (1) : - Vainqueur : 1960. \| |  | Saragosse - Coupe d'Espagne (2) : - Vainqueur en 1963-64 et 1965-66 - Coupe des villes de foires (1) : - Vainqueur : 1963-64. - Finaliste : 1965-66. |
| - Championnat d'Espagne (1) : - Champion : 1960-61 et 1961-62. - Coupe d'Espagne (1) : - Vainqueur : 1961-62. |  | - Coupe d'Europe des clubs champions (1) : - Vainqueur : 1959-60. - Coupe intercontinentale (1) : - Vainqueur : 1960.                                |

### En sélection
Brésil
- Taça do Atlântico (1) :
  - Vainqueur : 1956.

- Taça Oswaldo Cruz (1) :
  - Vainqueur : 1956.